# کیتورکی
کیتورکی (به لهستانی:  Kituryki) یک روستا در لهستان است که در گمینا میخاوووو واقع شده‌است.